# نویسنده مرده است
نویسنده مرده است فیلمی به تهیه‌کنندگی و کارگردانی شهاب حسینی و نویسندگی آرش عباسی است که در آمریکا و به زبان انگلیسی با بازی جیا مورا و جیمز واگنر ساخته شده و در جشنواره‌های بین‌المللی حضور داشته است. این فیلم در اسفند ۱۴۰۲ در سینماهای هنر و تجربه با دوبلهٔ فارسی به نمایش درآمد.

## داستان
یک بازیگر زن مشهور سینما، بعد از سال‌ها فعالیت در زمینهٔ بازیگری، قصد دارد اولین فیلم سینمایی‌اش را کارگردانی کند. فیلمنامهٔ فیلم را نویسنده جوانی نوشته است که تجربهٔ زیادی در سینما ندارد. حالا بعد از یک سال، فیلم‌نامه آماده است و باید ساخته شود، اما نویسنده درست در همین زمان پیشنهادی دارد که مسیر کاری هر دو نفر را به کل عوض می‌کند.